# 蕭方矩
蕭方矩（6世纪—554年），字德规，中國南北朝時代人物，梁元帝萧绎的第四子，初封南安侯。

## 生平
侯景之乱，萧绎承制，拜蕭方矩为王太子，改名蕭元良。萧绎即位，蕭元良被立为太子。蕭元良既聪颖又凶暴猜忍，好微服，和手下没大没小的玩在一起，梁元帝萧绎想要废黜他。还没有施行，西魏大将于谨就攻克江陵，萧绎、蕭元良同时遇害，他弟弟梁敬帝萧方智追封他为湣怀太子。

## 母
袁贵人，梁元帝的妃嫔，封为贵人

## 延伸阅读
[在维基数据编辑]
 《梁書·卷08》，出自姚思廉《梁書》